# Johan Abram Persson
Johan Abram Persson, född 13 juli 1898 i Luokta lappby, Arjeplogs kommun, död 24 februari 1971 i Skerfa vid sjön Tjeggelvas i Arjeplogs kommun, var en svensk-samisk skidåkare, fiskare, slöjdare och vargjägare. Han var son till Per Larsson Gimmon och Anna Stina Bassem och bodde en stor del av sitt liv på föräldrarnas nybygge Skierfa vid Piteälven.
Han tävlade för Arjeplogs SK och Sveriges landslag, och vann bland annat Vasaloppet 1929.
Johan Abram Persson var åren 1936-1940 gift med Inga Matilda Enarsson (1902-1940) och paret var bosatt i tätorten Arjeplog. Åren 1942-1946 var Johan Abram Persson gift med Astrid Brynhilda Alice Almqvist (1909-1973) och bodde då i Hedemora. Senare bodde Johan Abram Persson på olika orter i Västmanlands län och nämns 1950 vara sintringsarbetare.  Inga barn föddes i de två äktenskapen. Under 1950-talet återvände Johan Abram Persson till Skierfa i Arjeplogs kommun.

## Johan Abram Perssons meriter (i urval)[4]
- Vinterspelen 1928 i Sundsvall - 30 kilometer - 2:a
- Skidspelen 1929 i Hudiksvall - 30 kilometer - 5:a
- Kiruna 1929 - 30 kilometer - 1:a
- Vasaloppet 1929 - 1:a
- Vargrännarloppet 1929 i Porjus - 1:a

### Fotnoter
1. 1 2 3 4 5  Sveriges dödbok 1830–2020, åttonde utgåvan, Sveriges Släktforskarförbund, november 2021, läst: 1 juli 2022.[källa från Wikidata]
2. ↑  ”Vasaloppet”. Vasaloppet. Arkiverad från originalet den 3 december 2013. https://web.archive.org/web/20131203033229/http://www.vasaloppet.se/wps/wcm/connect/989fe080449c33e79e4cff27c64f5ec4/segrare_Vasaloppet_sv3bcd.pdf?MOD=AJPERES. Läst 1 december 2013.
3. ↑  Sveriges befolkning 1950. Databas hos Arkiv Digital.
4. ↑  Hedman, Rikard. ”Från Vargjägare till OS-guld - Skidsport och utveckling i Pite lappmark vid sekelskiftet (B-uppsats)”. http://plassn.nu/rike/Idrottshistoria.html. Läst 6 mars 2018.